# Subotica (nádraží)

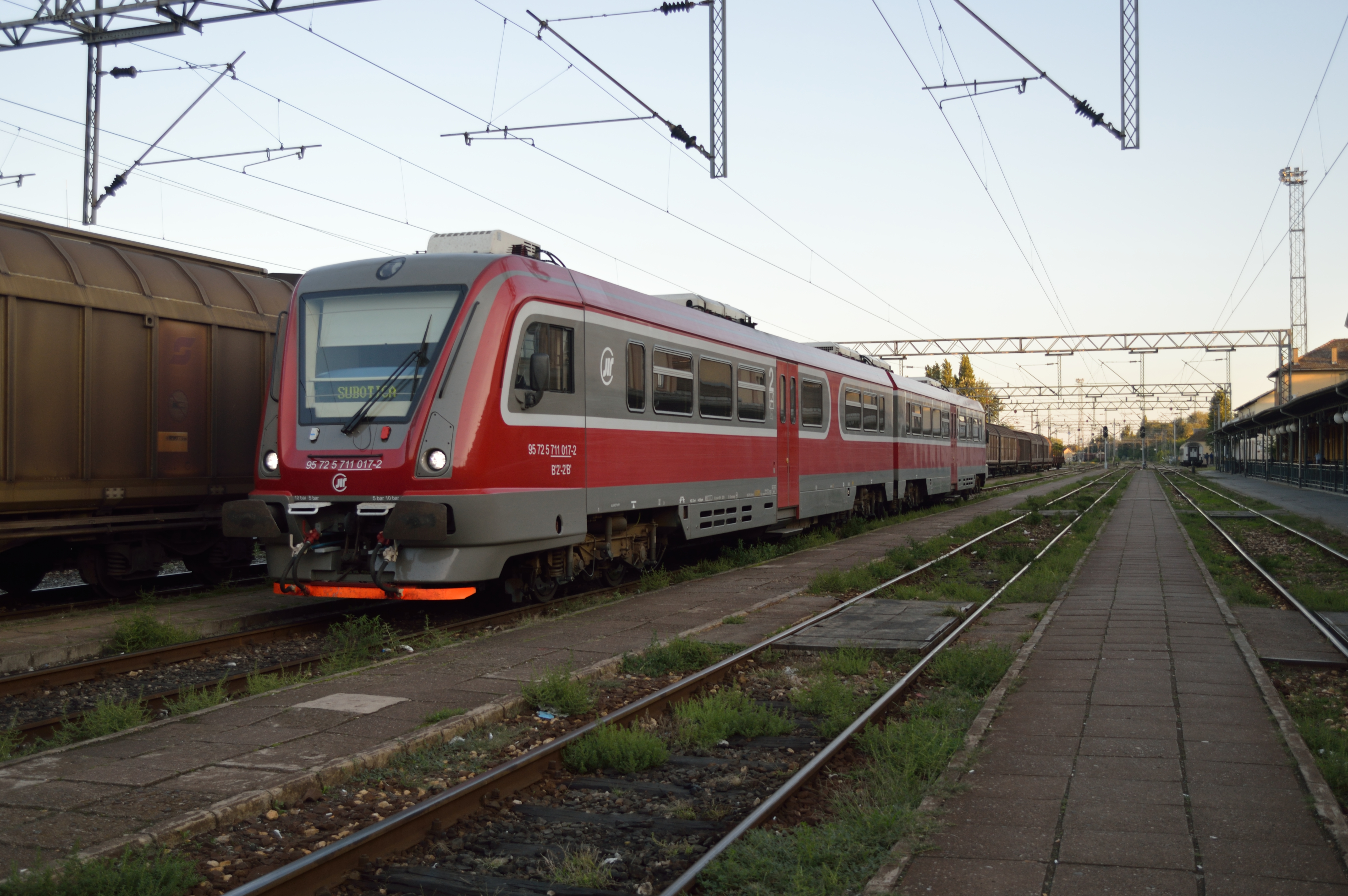
Motorový vůz na nádraží

Subotica (v srbské cyrilici Суботица) je pohraniční železniční stanice v Subotici. Jde o poslední nádraží na trati Bělehrad–Subotica před maďarsko-srbskou hranicí a zároveň první pro cestující, kteří do Srbska přijíždějí z maďarské strany. 
Nádraží má sedm kolejí a čtyři nástupiště.
Z nádraží směřuje několik železničních tratí; na jih směrem do Bělehradu, na sever směrem do Kelebije (Budapešti). Kromě těchto hlavních směrů ze subotického nádraží vedou rovněž i další trati směrem k Palići a Tavankutu.

## Historie
Nádraží bylo vybudováno v roce 1869. Díky jeho vzniku a napojení dalších regionálních tratí na hlavní trať z Budapešti do Zemunu se ze Subotice stal jeden z hlavních železničních uzlů jižního Uherska. Původní nádražní budova je dochována do dnešních dnů jen zčásti. V roce 1942, kdy bylo město přičleněno k Velkému Maďarsku, byla nádražní budova rozšířena směrem k městu. V roce 1944 bylo nádraží jako strategický objekt předmětem bombardování anglo-amerického letectva. Zasaženo však bylo jen kolejiště a původní budova přetrpěla jen minimální škody. Po druhé světové válce byl areál nádraží, který se původně nacházel stranou od městské zástavby, obestavěn moderními budovami a stal se integrální součástí města. Od té doby neprošla stanice zásadnější přestavbou nebo modernizací. V její blízkosti byla vybudována ale řada drobnějších správních budov.